# Пантелеимон (Шатов)
Епи́скоп Пантелеи́мон (в миру Арка́дий Ви́кторович Ша́тов; 18 сентября 1950, Москва) — архиерей Русской православной церкви, епископ Верейский, викарий патриарха Московского и всея Руси, управляющий Восточным викариатством города Москвы, духовник Свято-Димитриевского училища сестёр милосердия, руководитель и духовник православной службы помощи «Милосердие»
Является членом правительственной комиссии РФ по вопросам охраны здоровья граждан, членом Совета при правительстве РФ по вопросам попечительства в социальной сфере, членом Общественного совета Департамента здравоохранения Москвы, заместителем председателя попечительского совета больницы святителя Алексия.
Открыл «Ангар спасения» для бездомных православной службы помощи «Милосердие», «Дом для мамы», Свято-Софийский социальный дом, Свято-Спиридоньевскую богадельню.
Организовал помощь пострадавшим от пожаров 2010 года, от наводнения в Крымске в 2012 году, от наводнения на Дальнем Востоке в 2013 году, беженцам с Украины в 2014 и 2015 годах.

## Ранние годы
Родился 18 сентября 1950 года в Москве. Учился в престижной 17-й школе, но в выпускном классе был исключён из комсомола 26 декабря 1966 года за издание антисоветского журнала вместе с группой других школьников. В 1969 году восстановлен в ВЛКСМ после принесения покаяния во время прохождения службы в Советской армии.
В 1968—1970 годах проходил службу в армии.
В 1971 году вступил в брак.
Работал санитаром в одной из московских больниц. Эта работа оказала влияние на его воцерковление:

Тот момент, я его хорошо помню, стал поворотным в моей жизни. Работая санитаром, я увидел много страданий, смерть. Именно в этот период Бог открылся мне, я стал верующим человеком, тогда мне было 24 года. В дальнейшем Господь благословил стать больничным священником. Так забота о нуждах людей стала для меня путем к Богу. Путем, который привел меня к совершенной радости. Говорю об этом сейчас, так как мне кажется, что этот путь открыт для каждого человека, ведь в каждом сердце звучит призыв Божий — делать добро. И только на этом пути — пути служения другим людям — человек может обрести смысл и свое подлинное предназначение.

В 1974 году принял крещение. Большое влияние на духовное становление оказали встречи и переписка с архимандритом Таврионом (Батозским), архимандритом Павлом (Груздевым), протоиереем Тихоном Пелихом.
В 1977 году поступил в Московскую духовную семинарию (МДС), сразу на второй курс.

## Священническое служение
26 августа 1978 года ректором МДАиС архиепископом Дмитровским Владимиром (Сабоданом) рукоположён в сан диакона. Перешёл на заочное отделение Московской духовной семинарии. Служил на приходе в Москве, а затем в храме села Николо-Архангельское Московской области.
15 апреля 1979 года митрополитом Крутицким и Коломенским Ювеналием (Поярковым) рукоположён во иерея, назначен настоятелем храма Живоначальной Троицы села Голочёлово Ступинского района Московской области.
В 1984 году был переведён вторым священником в Тихвинский храм города Ступино, а в 1987 году — в Смоленский храм села Гребнево.
В 1988 году заочно окончил Московскую духовную академию.
В 1990 году овдовел в связи с кончиной жены. У него остались четыре дочери.
В ноябре 1990 года назначен настоятелем храма святого благоверного царевича Димитрия при 1-й Градской больнице. При храме было создано Свято-Димитриевское сестричество. В 1992 году стал духовником Свято-Димитриевского училища сестёр милосердия, созданного в том же году как образовательное учреждение Департамента здравоохранения Москвы.
В 2002 году был назначен председателем Комиссии по церковной социальной деятельности при Епархиальном совете города Москвы. С 2005 года — заместитель председателя попечительского совета московской больницы святителя Алексия, митрополита Московского.
20 апреля 2008 года в Храме Христа Спасителя патриархом Алексием II был награждён правом ношения митры
7 июля 2009 года принимал в Свято-Димитриевском училище сестёр милосердия супругу президента США Мишель Обама.
26 мая 2010 года принимал в храме патриарха Константинопольского Варфоломея, совершавшего визит в пределы Русской Православной Церкви.

Мы много слышали о благотворительной миссии, которую выполняет ваш приход, сестричество, находящиеся под покровительством святого мученика царевича Димитрия. Ваша миссия охватывает большой диапазон богоугодных трудов, начиная с образования девочек-сирот, обучения сестёр милосердия, а также привлечения мирян к социальному служению. На протяжении многих веков православные храмы и их общины были не только местом памяти и поклонения, но и практического исполнения Божиих заповедей. Вы, дорогие сёстры, продолжаете этот подвиг любви и здесь мы увидели собственными глазами то, о чём много слышали. Ваша община — пример христианского служения Господу.
— Патриарх Константинопольский Варфоломей

## Архиерейство
Решением Священного Синода Русской Православной Церкви от 31 мая 2010 года избран епископом Орехово-Зуевским, викарием Московской епархии.
17 июля 2010 года в домовом храме Патриарших покоев Троице-Сергиевой Лавры был пострижен патриархом Кириллом в малую схиму с наречением имени Пантелеимон в честь великомученика и целителя Пантелеимона, на следующий день в Успенском соборе Троице-Сергиевой лавры за Божественной литургией возведён в сан архимандрита.
Первоначально архиерейская хиротония была назначена на 10 августа, но «в связи с тяжёлой экологической обстановкой в Москве» была отложена. Позднее было объявлено, что хиротония состоится 21 августа в Соловецком монастыре.
20 августа 2010 года за всенощным бдением наречён во епископа Орехово-Зуевского, викария Московской епархии. 21 августа, в день памяти преподобных Зосимы, Савватия и Германа Соловецких, за Божественной литургией в Спасо-Преображенском соборе Соловецкого монастыря архимандрит Пантелеимон был хиротонисан во епископа Орехово-Зуевского, викария Московской епархии. Архиерейскую хиротонию совершили: Патриарх Кирилл, митрополит Кишиневский и всея Молдавии Владимир (Кантарян), митрополит Саранский и Мордовский Варсонофий (Судаков), митрополит Волоколамский Иларион (Алфеев), архиепископ Ростовский и Новочеркасский Пантелеимон (Долганов), архиепископ Сергиево-Посадский Феогност (Гузиков), епископы Тираспольский и Дубоссарский Савва (Волков), епископ Архангельский и Холмогорский Тихон (Степанов), епископ Кагульский и Комратский Анатолий (Ботнарь), епископ Хынковский Петр (Мустяцэ), епископ Солнечногорский Сергий (Чашин), Бельцкий и Фэлештский Маркелл (Михэеску), епископ Подольский Тихон (Зайцев).

Как в прошлом, так особенно и в настоящем спасительная миссия Церкви не может быть ограничена стенами или оградой храма. Идти к страждущим, идти к нуждающимся, идти к заблудшим — таково служение епископа, и оно ныне возложено на тебя как твое первое и последнее и главное послушание Богу.
— Патриарх Московский и всея Руси Кирилл, из слова при вручении архиерейского жезла епископу Пантелеимону

«Я поверил в Бога и крестился, и вот уже почти сорок лет я погружаюсь в иную бесконечную бездну — бездну Божественной любви. Господь покрывает все мои грехи, Господь самые тяжелые скорби претворяет в радость, Господь в болезни дает утешение большее, чем в здравии. Перед этой бездной Божественной любви все мои грехи оказываются ничтожными и ничего не значащими.
Послушанием Святой Церкви я должен ответить на эту любовь. Я знаю, что Господь призывает меня не к славе и богатству, не к почестям и успокоению, а к самоотвержению и служению людям, нуждающимся в любви и заботе».
— Из слова архимандрита Пантелеимона (Шатова) при наречении во епископа Орехово-Зуевского, викария Московской епархии.
Распоряжением патриарха Кирилла, которое было объявлено на Епархиальном собрании г. Москвы 22 декабря 2010 года, поручено окормлять приходские храмы на территории Северо-Восточного административного округа города Москвы (Троицкое благочиние).
С 22 марта 2011 года член Высшего Церковного Совета Русской Православной Церкви.
Решением Священного Синода от 22 марта 2011 года (журнал № 14) назначен правящим архиереем Смоленской епархии с сохранением должности председателя синодального Отдела по церковной благотворительности и социальному служению.
27 марта 2011 года совершил первое богослужение в своей епархии.
В июне 2011 года создал при епархии сестричество милосердия в честь иконы Божией Матери «Одигитрия».
В августе 2011 года организовал при епархии группу добровольцев, помогающих бездомным.
5 октября 2011 года решением Священного Синода утверждён в должности настоятеля (священноархимандрита) Авраамиева монастыря города Смоленска.
28 октября 2011 года подписал соглашение о сотрудничестве между Смоленской епархией и УФСКН по Смоленской области.
Решением Священного Синода от 27—28 декабря 2011 г. (журнал № 161) включен в состав Патриаршего совета по вопросам семьи и защиты материнства в качестве заместителя председателя.
14—15 июля 2012 года, при посещении епархии Патриархом Кириллом, принял участие в торжественных богослужениях и мероприятиях, состоявшихся в рамках визита, в том числе в освящении храма-памятника в честь Воскресения Христова рядом с мемориальным комплексом «Катынь» под Смоленском и посещении мемориального комплекса.
В связи с увеличением объёма работы на должности председателя Синодального отдела по благотворительности решением Священного Синода от 12 марта 2013 года (журнал № 23) освобожден от управления Смоленской епархии. Священный Синод постановил ему быть епископом Орехово-Зуевским, викарием Патриарха.
С 16 марта 2013 года назначен управляющим Восточным викариатством города Москвы.
13 апреля 2021 года Священный Синод определил епископу Пантелеймону именоваться епископом Верейским.
30 мая 2024 года решение Священного Синода РПЦ освобождён от должности председателя Синодального отдела по церковной благотворительности и социальному служению и от руководства Патриаршей гуманитарной миссией.
3 сентября 2024 года патриархом Кириллом освобождён от управления Восточным викариатством Московской епархии и от временного управления Юго-Западным викариатством Московской епархии.

## Общественная деятельность и благотворительность
Решением Священного Синода от 5 марта 2010 года был назначен председателем Синодального отдела по церковной благотворительности и социальному служению Русской Православной Церкви.
28 мая 1991 года по благословению Святейшего Патриарха Московского и всея Руси Алексия II было создано Свято-Димитриевское сестричество, духовником которого стал протоиерей Аркадий Шатов. В дальнейшем на базе сестричества была организована православная служба помощи «Милосердие», объединившая более 20 социальных проектов. Епископ Орехово-Зуевский Пантелеимон является главным организатором и куратором всех социальных проектов службы «Милосердие». Самый первый проект — «Патронажная служба» — берет начало в 1991 г.
Во время летних пожаров 2010 года организовал помощь погорельцам из Рязанской, Московской, Воронежской, Липецкой, Нижегородской, Вятской, Саратовской, Волгоградской, Барнаульской и иных епархий. В общей сложности с июля по ноябрь 2010 года на счет Синодального отдела было пожертвовано 100 млн 138 тысяч 518 рублей. На пожертвованные средства приобреталось жилье для погорельцев, которым не хватало выплаченных государством пособий, оплачивались необходимые бытовые расходы, приобреталась бытовая техника. В Нижегородской и Арзамасской епархиях, пострадавших от пожаров, Синодальный отдел по благотворительности передал погорельцам 7 508 сертификатов по 5 тысяч рублей каждый на приобретение стройматериалов и техники (общая стоимость сертификатов составила 37 млн 540 тысяч рублей). В пострадавшие от пожаров регионы было направлено около 262 тонн гуманитарной помощи: продуктов питания, средств гигиены, одежды и обуви, предметов быта, хозяйственных принадлежностей. В помощи погорельцам приняли участие около 8 тысяч добровольцев.
С 29 сентября 2010 года по благословению Патриарха Кирилла совершает богослужения в Марфо-Мариинской обители милосердия, наблюдает за духовной жизнью её сестер, принимает участие в решении текущих дел обители. Также епископ Пантелеимон вошёл в Попечительский совет обители.
23—25 октября 2010 года организовал Первую региональную конференцию по церковному социальному служению Русской Православной Церкви, прошедшую в Санкт-Петербурге. «Подобные конференции по благословению Святейшего Патриарха Кирилла будут проходить во всех федеральных округах России и, возможно, в странах ближнего зарубежья», — заявил епископ Пантелеимон на открытии конференции. Региональные конференции проходили в Санкт-Петербурге (в 2010 и 2017гг), Нижнем Новгороде (2011г), Екатеринбурге (2012г), Хабаровске (2013г), Пятигорске (2014г), Кемерово (2015г) и Воронеже (2016г).
5 ноября 2010 года епископ Пантелеимон создал и возглавил Ассоциацию сестричеств милосердия Русской Православной Церкви, в которую на 2017 год входят около 400 сестричеств милосердия.
24 октября 2011 года совершил поездку в Волынскую епархию. Во время поездки в городе Луцк была совершена первая в Украинской Православная Церкви литургия для глухих, слепых и инвалидов-колясочников. За богослужением пел хор слепых и слабовидящих, служба сопровождалась сурдопереводом.
С 1 марта 2011 года по инициативе епископа Пантелеимона Отдел по благотворительности проводит бесплатные обучающие интернет-семинары, по вопросам социального служения. Ежегодно к интернет-обучению присоединяются от 1,5 до 2 тысяч новых участников. По данным на октябрь 2017 года, с марта 2011 года было проведено более 990 онлайн-семинаров. По итогам обучения в 2017 году разработаны 306 новых социальных проектов.
Одним из самых важных направлений деятельности Синодального отдела по благотворительности епископ Пантелеимон сделал развитие помощи семьям и женщинам в кризисной ситуации. Несколько лет подряд под руководством епископа Пантелеимона Синодальный отдел проводил конкурс по созданию в епархиях приютов для мам с ежегодным бюджетом 15 млн рублей. В настоящее время каждый год открывается несколько новых церковных приютов: по состоянию на октябрь 2017 года, в России 52 таких центра (в 2011 года в России был только один церковный приют для беременных и женщин в кризисной ситуации в Иваново).
7 февраля 2012 года епископ Пантелеимон открыл первый в Москве кризисный центр для беременных женщин, оказавшихся в трудной жизненной ситуации, а также молодых мам с детьми — «Дом для мамы». Этот центр стал 18 социальным проектом православной службы помощи «Милосердие».
С 7 июля 2012 года руководил кампанией по оказанию церковной помощи пострадавшим от наводнения в Краснодарском крае, которую осуществлял Отдел по церковной благотворительности совместно с Екатеринодарской епархией.
Пожертвования, которые поступали на счет Синодального отдела в первых дней трагедии до февраля 2013 года, были направлены, в первую очередь, на ремонт и строительство домов, покупку жилья и оказание гуманитарной помощи пострадавшим. Всего на нужды пострадавших было пожертвовано и потрачено 51 млн 432 тысячи 463 рубля. Были куплены 6 квартир и 5 домов, восьми пострадавшим оказана финансовая помощь в покупке жилья, также по 49 заявкам оплачены ремонтные работы жилых помещений, приобретена бытовая техника и предметы первой необходимости.
17 июля 2012 года епископ Пантелеимон лично посетил Крымск и побывал в пункте временного размещения пострадавших, Церковном штабе помощи, встретился с руководством региона и оперативного штаба МЧС в Крымске.
Во время разрушительного наводнения на Дальнем Востоке, продолжавшегося летом-осенью 2013 года, епископ Пантелеимон организовал церковную помощь пострадавшим от наводнения. В результате общецерковного сбора средств на счет Синодального отдела по благотворительности поступило 107 млн 475 тысяч 693 рубля. Из этих средств оплачивался ремонт домов и квартир, приобреталась мебель, бытовая техника, генераторы, насосы для откачки воды, инструменты для просушки и ремонта домов и пр.
21 января 2014 года епископ Пантелеимон открыл на территории Синодального отдела по церковной благотворительности «Ангар спасения» для бездомных, в марте 2015 года Свято-Софийский детский дом — первое в России негосударственное учреждение для детей-инвалидов с тяжелыми множественными нарушениями развития.
Епископ Пантелеимон организовал пострадавшим от вооруженного конфликта на юго-востоке Украины помощь Церкви. Координировал оказание церковной помощи беженцам: организовал работу телефона горячей линии церковной помощи беженцам, координировал работу епархий по помощи беженцам (в том числе прием беженцев в монастырях, приходских домах и других церковных учреждениях). В Москве на базе храма Всех святых в Новокосино Синодальный отдел по благотворительности организовал работу комплексного центра помощи вынужденным переселенцам.
2 апреля 2018 года епископ Пантелеимон назначен Председателем Комиссии по больничному служению при Епархиальном совете г. Москвы.
С 2018 года епископ Пантелеимон организует помощь соотечественникам в Таджикистане: одиноким пожилым людям, инвалидам, многодетным семьям. При поддержке Синодального отдела по благотворительности 14 октября 2018 года в Душанбе открылась бесплатная столовая для людей в трудной жизненной ситуации, а также центр гуманитарной помощи. Организовано регулярное кормление в благотворительной столовой — полноценный обед получают 100 человек. Также 180 человек регулярно получают продуктовые наборы, их отвозят в труднодоступные районы Таджикистана тем людям, которые сами не могут добраться до храма.

### Руководитель православной службы помощи «Милосердие»
Православная служба помощи «Милосердие» — крупнейшая православная социальная служба в России. Она объединяет 27 проектов, направленных на помощь различным категориям нуждающихся: детям и взрослым с инвалидностью, детям-сиротам, одиноким пожилым людям, беременным и женщинам с детьми, попавшим в трудную жизненную ситуацию, бездомным, многодетным семьям, малообеспеченным людям, пациентам лечебных учреждений. По данным рейтинга Русфонда за 2016 год, православная служба помощи «Милосердие» входит в топ-10 фандрайзинговых благотворительных фондов России. Согласно исследованию Форума доноров, занимает 5 место по частоте упоминания в СМИ среди благотворительных фондов России.

### Председатель Комиссии по больничному служению при Епархиальном совете Москвы
2 апреля 2018 года Патриархом Московским и всея Руси Кириллом была организована комиссия по больничному служению. Комиссия создана для организации работы Московской городской епархии в медицинских учреждениях. Председателем назначен епископ Орехово-Зуевский Пантелеимон.
В 2018 году Комиссия организовала в церковной больнице святителя Алексия первый курс помощников больничных священников. Лекторами выступили священники, психологи, врачи, социальные работники. Курс успешно завершили 102 человека.
В 2018 году была выпущена книга епископа Пантелеимона «Больничный священник». В книге собраны личные наблюдения и мысли епископа Пантелеимона о том, что может сделать больничный священник для страдающего человека, даны подробные рекомендации для священников, их помощников и волонтеров о том, с чего начать служение в больнице.

## Управление Восточным и Юго-Западным викариатствами города Москвы
Распоряжением патриарха Кирилла от 16 марта 2013 года епископ Орехово-Зуевский Пантелеимон назначен управляющим Восточным викариатством города Москвы.
Восточное викариатство ведёт работу по социальному служению в Восточном округе Москвы. По состоянию на апрель 2019 года приходы Восточного викариатства помогают в 45 социальных учреждениях, таких как:
- 24 медицинских учреждения, из них четыре психо-неврологических интерната;
- 10 детских учреждений, из них три детских дома и два дома ребёнка;
- 16 центров социального обслуживания, в том числе филиалы и центры социальной помощи семье и детям;
- один следственный изолятор;
- четыре иных государственных учреждения, оказывающих социальные услуги населению.

По данным на апрель 2019 года, в трёх храмах викариатства организована служба помощи бездомным, в том числе, служба помощи бездомным «Радуйся», в 33 храмах есть ответственные за социальную работу.
Действуют три межприходские группы сестёр милосердия для оказания помощи тяжелобольным: в городской клинической больнице № 70 в Новогирееве, в психоневрологическом интернате № 26. Одна группа оказывает помощь тяжелобольным на дому. Создана и действует межприходская добровольческая группа при детской больнице Святого Владимира.
Викариатство осуществляет социальное сопровождение структурного подразделения клиники № 2 МНПЦ борьбы с туберкулёзом и детского санаторного отделения.
В девяти храмах викариатства созданы общества многодетных.
Распоряжением Патриарха Московского и всея Руси Кирилла № P-01/22 от 27 ноября 2021 года епископу Пантелеимону поручено временное управление Юго-Западным викариатством Москвы.
3 сентября 2024 года распоряжениями Патриарха Московского и всея Руси Кирилла освобожден от управления Юго-Западным и Восточным викариатствами Москвы.

## Публикации
статьи
- Эволюция понятия общины в современном модернизме // Единство Церкви: богословская конференция. 15 — 16 ноября 1994 г. — М. : Издательство Православного Свято-Тихоновского Богословского института, 1996. — 288 с. — ISBN 5-7429-0017-1 — С. 212—221
- Современные традиции празднования Пасхи на московских приходах // Вестник пастырского семинара. М., 1996. — № 1. — C. 35-41. (в соавторстве)
- Отцы, матери, дети. Выступление на родительском собрании воскресной школы // Альфа и Омега. М., 1998. — № 2 (16). — C. 276—291.
- Актуальные проблемы православного воспитания // В начале пути… Опыты современной православной педагогики : сборник бесед и выступлений. — М.: Храм Трех Святителей на Кулишках, 2002. — 240 с. — С. 117—131
- Общественное противодействие асоциальным явлениям в молодёжной среде, содействие возрождению православных духовно-нравственных ценностей // Духовно-нравственные основы демографического развития России: материалы церковно-общественного форума 18 — 19 октября 2004 г. — М. : [б. и.], 2005. — 180 с. — С. 108—116
- Он был Этнархом, душой народа. Слово духовника журнала «Нескучный сад» прот. Аркадия Шатова в Елоховском Соборе на заупокойной Литургии по Святейшему Патриарху Московскому и всея Руси Алексию // nsad.ru, 13 января 2009
- Прот. Аркадий Шатов: одиночество // miloserdie.ru, 19.05.2009
- Слово архимандрита Пантелеимона (Шатова) при наречении во епископа Орехово-Зуевского, викария Московской епархии. // patriarchia.ru, 20 августа 2010
- Мера, оправданная в вечности // Журнал Московской Патриархии. 2011. — № 2. — С. 43.
- Церковная социальная работа не призвана подменить государственные институты // Журнал Московской Патриархии. 2011. — № 8. — С. 10.
- Люди помнят о Боге, но забыли о Христе // Журнал Московской Патриархии. 2012. — № 10. — С. 44-49.
- Не надо превращать детский дом в монастырь // Журнал Московской Патриархии. 2013. — № 8. — С. 96.
- К особым людям у пастыря и подход должен быть особый // Журнал Московской Патриархии. 2014. — № 7. — С. 25.
- Наш детский дом — это прорыв // Журнал Московской Патриархии. 2015. — № 4. — С. 60.

книги
- Таинство Божественной любви: Беседы об исповеди. — М. : Отчий дом, 2013. — 94 с. — (Жизнь в Православной Церкви).
- Что нужно знать об Исповеди. — Москва : Отчий дом, 2018. — 78 с. — (Жизнь в церкви).
  - Что нужно знать об исповеди. — Москва : Отчий дом, 2022. — 78 с. — (Жизнь в церкви).
- Больничный священник. — М.: 2018. — 320 с. — ISBN 978-5-00028-222-9
  - Больничный священник : [для православных священников и их помощников в больнице : 16+]. — 2-е изд. — Москва : Никея, 2019. — 303 с. — ISBN 978-5-907202-08-5
  - Больничный священник : [для православных священников и их помощников в больнице : 16+]. — 3-е изд., доп. — Москва : Никея, 2021. — 267 с. — ISBN 978-5-907307-43-8 ещё

## Выступления по общественно-политическим вопросам
В декабре 2012 года подверг критике обсуждавшийся в Государственной Думе РФ законопроект, предусматривающий — в ответ на принятый в США Закон Магнитского — запрет на усыновление российских детей гражданами США.
В марте 2015 года выступил против отказа от государственной поддержки социально ориентированных НКО.
В июле 2017 года призвал провести тщательное расследование ситуации в Трубчевском психоневрологическом интернате и поддержал законопроект о распределенной опеке, согласно которому в России будет введен институт внешних опекунов, которые смогут брать под опеку недееспособного жителя ПНИ и защищать его права.

## Награды
Церковные
- Орден святого благоверного князя Даниила Московского III степени (1995 год)[89]
- Орден преподобного Сергия Радонежского III степени (2003 год)[89]
- Орден святителя Иннокентия, митрополита Московского и Коломенского II степени (2005 год)[89]
- Орден преподобного Серафима Саровского III степени (2010 год)[89]
- Орден преподобного Серафима Саровского II степени (2015 год)[90]
- Орден святителя Луки, исповедника, архиепископа Крымского, III степени (2019)[91]

Государственные
- Орден Почёта (6 апреля 2021 года) — за большой вклад в развитие духовно-нравственных традиций и активную благотворительную деятельность[92].
- Медаль ордена «За заслуги перед Отечеством» II степени (11 августа 2000 года) — за большой вклад в укрепление гражданского мира и возрождение духовно-нравственных традиций[93].
- Медаль МЧС России «За содружество во имя спасения» (2015 год)[94].
- Орден Почёта Кузбасса (2015 год, Кемеровская область)[95].